# 乞丐宴會唱片
乞丐宴会唱片 是一个英国独立音乐唱片品牌，开始是一个连锁唱片厂牌由马丁米尔斯和尼克奥斯汀所拥有。

## 历史
1977年，在英国朋克摇滚运动（当时正处于流行的高峰期）盛行的DIY美学的刺激下，马丁-米尔斯和尼克-奥斯汀成立了一个唱片公司，以Beggars Banquet的名义发行唱片。唱片公司的第一支乐队是英国朋克乐队Lurkers；唱片公司的第一张唱片是Lurkers的7寸单曲 "Shadow"/"Love Story"。他们还发行了澳大利亚大乐队主唱杰夫-达夫的第一张个人专辑 "Duffo"。在这十年的晚些时候和80年代初，Tubeway Army和Gary Numan的作品保证了这个厂牌的未来。